# The Return of Peter Grimm (1926)
The Return of Peter Grimm is een Amerikaanse dramafilm uit 1926 onder regie van Victor Schertzinger. Destijds werd de film in Nederland uitgebracht onder de titel De terugkeer van Peter Grimm.

## Verhaal
Peter Grimm is het hoofd van een roemrucht tulpenkwekersgeslacht. Zijn dierbaarste wens is dat zijn beschermelinge Kate in de echt treedt met zijn erfgenaam Frederick. Hoewel haar hart aan een ander toebehoort, belooft ze met hem te trouwen. Na het dood van Peter komt de ware aard van Frederick naar boven. Hij is van plan om de kwekerij te verkopen. De geest van Peter keert terug om zijn fouten recht te zetten.

## Rolverdeling
| Acteur              | Personage           |
| ------------------- | ------------------- |
| Alec B. Francis     | Peter Grimm         |
| John Roche          | Frederick Grimm     |
| Janet Gaynor        | Catherine           |
| Richard Walling     | James Hartman       |
| Lionel Belmore      | Dominee Bartholomey |
| Elizabeth Patterson | Mevrouw Bartholomey |